# KI-ZU-NA〜遥かなる者へ
「KI-ZU-NA〜遥かなる者へ」（きずな〜はるかなるものへ）は、吉田仁美とイズミカワソラによるユニット・ヒトミソラのシングル。2008年5月14日にコロムビアミュージックエンタテインメントから発売された。

## 概要
表題曲「KI-ZU-NA〜遥かなる者へ」とカップリング曲「奇跡〜I believe in you〜」は、それぞれテレビアニメ『我が家のお稲荷さま。』のオープニングテーマと挿入歌として使用された。なお「KI-ZU-NA〜遥かなる者へ」は、2008年5月31日までの期間限定で、松屋等の各店舗で1時間に2回ほど流されていた。

## 収録曲
1. KI-ZU-NA〜遥かなる者へ [4:06]
作詞：松井五郎、作曲：大川茂伸、編曲：藤田淳平（Elements Garden）
  - テレビアニメ『我が家のお稲荷さま。』オープニングテーマ
2. 奇跡〜I believe in you〜 [4:46]
  - テレビアニメ『我が家のお稲荷さま。』挿入歌

作詞・作曲・編曲：イズミカワソラ・山崎燿
3. KI-ZU-NA〜遥かなる者へ（オリジナル・カラオケ）
4. 奇跡〜I believe in you〜（オリジナル・カラオケ）